# Ken Catchpole
Kenneth William Catchpole (Sídney, 21 de junio de 1939-Sídney, 21 de diciembre de 2017) fue un jugador australiano de rugby que se desempeñó como medio scrum. Fue internacional con los Wallabies de 1961 a 1968.
Es considerado uno de los mejores jugadores de la historia por su agilidad, liderazgo, rapidez mental, velocidad y su agresivo juego. Desde 2013 es miembro del World Rugby Salón de la Fama.

## Selección nacional
Conserva el título de capitán más joven de los Wallabies en la historia.
En 1968 debió poner final a su carrera luego de lesionarse gravemente, tras un tackle de Colin Meads. En total jugó 27 partidos y marcó 9 puntos, productos de tres tries (un try valía 3 puntos).